# Richard Coke

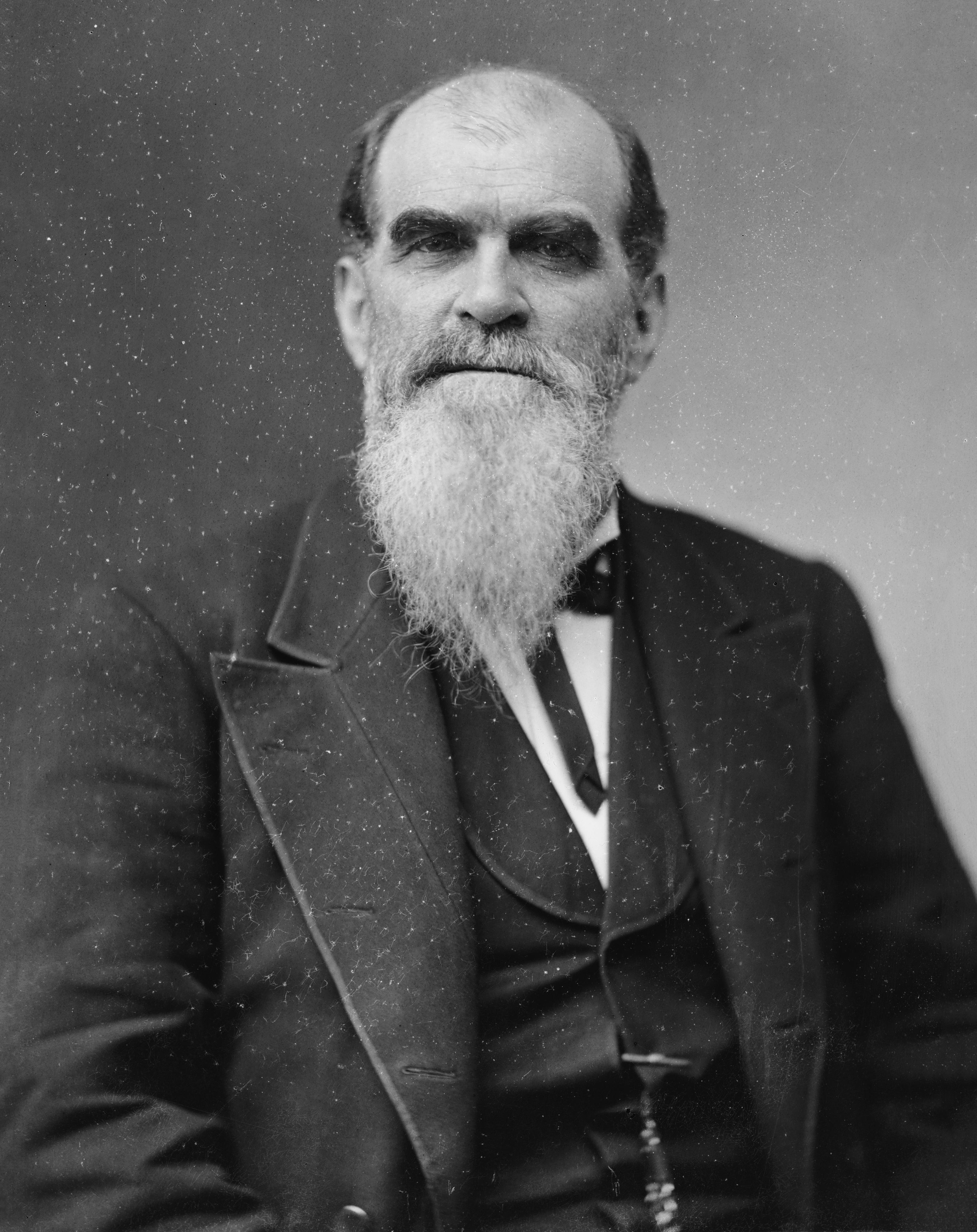
Richard Coke

Richard Coke (* 13. März 1829 nähe Williamsburg, Virginia; † 14. Mai 1897 in Waco, Texas) war ein US-amerikanischer Landwirt, Jurist und der 16. Gouverneur von Texas. Zwischen 1877 und 1895 vertrat er diesen Bundesstaat als Senator im US-Kongress.
Coke wurde nähe Williamsburg als Sohn von John und Eliza Coke geboren. Er beendete 1848 sein Jura-Studium am College of William & Mary in Virginia und erhielt seine Zulassung als Anwalt noch im gleichen Jahr. 1850 zog er nach Waco, wo er eine Anwaltspraxis eröffnete. 1852 heiratete er Eliza Hankins aus Waco. Das Paar hatte vier Kinder, aber alle starben, bevor sie das Alter von 30 Jahren erreicht hatten.
Ab 1861 war Coke Delegierter in Austin. 1862 übernahm er das Kommando über eine Kompanie, die Teil des 15. Infanterie-Regiments von Texas war. Während des Krieges diente er als Captain und wurde bei Kämpfen nahe Bayou Bourbeau, nahe Opelousas, Louisiana, am 3. November 1863 verwundet. Nach dem Krieg kehrte er zurück nach Waco.
1865 wurde er zum Bezirksrichter in Texas ernannt und 1866 wurde er beisitzender Richter am Supreme Court of Texas. 1873 wurde der Demokrat als Nachfolger von Edmund J. Davis zum Gouverneur gewählt und im Anschluss an seine Amtszeit als Nachfolger von Morgan Calvin Hamilton US-Senator. Er wurde zweimal wiedergewählt und diente bis zum 3. März 1895. Sein Nachfolger als Gouverneur wurde Richard B. Hubbard und sein Nachfolger als US-Senator wurde Horace Chilton.
Nach einem Unfall auf dem Brazos River im April 1897 erkrankte er schwer und starb am 14. Mai 1897 in Waco. Das Coke County wurde nach ihm benannt.